# Charles-Amable de La Tour d'Auvergne-Lauraguais
Charles-Amable de La Tour d'Auvergne-Lauraguais, né le 6 décembre 1826 à Moulins et mort le 17 septembre 1879 à Bourges), est un prélat français qui fut archevêque de Bourges de 1861 à 1879. 

## Biographie
Fils de Charles Melchior Philippe Bernard de La Tour d'Auvergne-Lauraguais (1794-1849), baron d'Empire, marquis de Saint-Paulet, et de Laurence Marie Louise Félicité, comtesse de Chauvigny de Blot, naît en l'hôtel Héron à Moulins le 6 décembre 1826, cadet d'une famille comptant trois garçons, Henri de La Tour d'Auvergne-Lauraguais (1823-1871) étant l'aîné et Édouard de La Tour d'Auvergne-Lauraguais (1828-1884) le benjamin, et une fille, Henriette de La Tour d'Auvergne-Lauraguais (1831-1858).
Il est baptisé par son grand-oncle paternel, Hugues de La Tour d'Auvergne-Lauraguais, évêque d'Arras qui favorisera grandement sa carrière ecclésiastique.
Après des études au collège Stanislas de Paris de 1836 à 1840, il entre au petit séminaire de Paris dirigé alors par l'abbé Dupanloup et reçoit en 1843 la tonsure de Denys Affre.
Entré au séminaire Saint-Sulpice de Paris en 1845, il est finalement ordonné prêtre pour le diocèse d'Arras le 12 août 1849 par le cardinal de La Tour d'Auvergne-Lauraguais.
Après le décès de ce dernier en 1851, Pierre-Louis Parisis, nouvel évêque d'Arras, le prend pour vicaire général, fonction qu'il occupe pendant six années, étant ensuite nommé auditeur de rote pour la France par décret impérial du 26 décembre 1855. Il fut l'indispensable auxiliaire de son évêque dans la fondation en 1852 de la congrégation des sœurs de la Providence d'Arras, qu'il soutint financièrement. Il participa longtemps, même après son départ du diocèse, au rayonnement spirituel de cette congrégation, en prêchant les retraites annuelles.
Après six années passées à Rome, il est nommé coadjuteur de l'archevêque de Bourges par décret impérial du 6 avril 1861, confirmé le 22 juillet suivant et sacré en l'église Saint-Louis-des-Français par le cardinal Villecourt.
Il devient pour peu de temps archevêque in partibus de Colosses (de), Alexis Basile Alexandre Menjaud trépassant le 10 décembre 1861.
Assistant au trône pontifical le 22 mai 1862. Il participe au premier concile œcuménique du Vatican. Il décède en son palais archiépiscopal le 17 septembre 1879.

## Distinctions
- Officier de la Légion d'honneur (11 août 1869)[3]

## Armes
Écartelé : aux 1 et 4 d'azur semé de fleurs de lis d'or, qui est de France ancien, à la tour d'argent maçonnée de sable, qui est de La Tour ; aux 2 et 3 de gueules à la croix vidée, cléchée et pommetée de 12 pièces d'or, qui est de Toulouse ; sur le tout, d'or au gonfanon de gueules, frangé de sinople, qui est d'Auvergne.

## Hommage
- Tapis de chœur portant les armoiries de Charles-Amable de La Tour d'Auvergne-Lauraguais suspendu dans le transept sud de l'église Saint-André de Châteauroux (manufactures d'Aubusson, XIXe siècle)[5].

## Sources
- Victor Frond (dir.), Actes et histoire du concile œcuménique de Rome, MDCCCLXIX, Paris, 1871, Lemercier et Cie, imprimeurs, 10 vol. (Honoré Fisquet, Les pères du Concile,  vol. VI, pp.156-162).
- Charles Guillemant, Pierre Louis Parisis Paris 1925 J DE GIGORD- Arras Librairie Brunet